# 多邦鎮區
多邦鎮區（[dɔ́bòʊɴ mjo̰nɛ̀]）是緬甸仰光省波达通县下辖的一个鎮區，位在仰光市南部。2014年人口75,325人，區域面積3.11平方公里。多邦鎮區下分14個小區，該鎮區北邊與丁眼遵鎮區接壤；西邊與敏加拉當紐鎮區接壤；東邊與打基達鎮區接壤；南邊臨勃生堂溪，與勃生堂鎮區接壤。摩訶班都拉橋為連結多邦鎮區及仰光市區之間的橋樑。
多邦鎮區擁有12所小學、4所中學以及1所高級中學。